# Бранко Ћурчић
Бранко Ћурчић (Бања Лука, 26. децембар 1934 — Београд, 16. новембар 2019) био је српски режисер.
Дипломирао на Позоришној академији 1957. године. Радио као редитељ у Бањалучком позоришту, али највећи део каријере, од 1960. проводи на Телевизији Београд, као редитељ различитих жанрова, али највише у културном, образовном и забавном програму.